# 脈動人心
《脈動人心》，馬來西亞ntv7時裝電視劇，製作單位為馬來西亞分公司，由莊惟翔、林宇中、张惠虹、罗亿诗、黃宣寧及陳俐杏領銜主演，監製為周發耀，製作人為楊錫彬。剧情以医院为故事背景，描述主诊医生、实习医生、护士等医护人士员拯救病患的过程个案，演员们之前也特地到医院实地观摩，学习救护基本知识。

## 播出时间
| 頻道        | 所在地   | 播映日期      | 播出時間               |
| ntv7        | 马来西亚 | 2016年2月15日 | 星期一至四 21:30-22:30 |
| 新傳媒U頻道 | 新加坡   | 2017年1月9日  | 星期一至五 18:00-19:00 |

### 重播
| 頻道     | 所在地   | 播映日期     | 播出時間               |
| 八度空间 | 马来西亚 | 2017年1月5日 | 星期一至五 15:00-16:00 |

## 演員表

### 主要演员
| 演員       | 角色             | 關係 | 登场集数 |
| 莊惟翔     | 方子程           | 脑外科主治医生 杨嘉明之未婚夫，後分手 不知不觉喜欢姚岚，後為其老公 为人谦和，少说话多做事；自信有责任感，原则性強，公私分明 於第23集因姚嵐把楊嘉明推下游泳池而不諒解姚嵐的行為，大罵她後憤怒離開 於第24集得知误会了姚嵐 於第30集与姚嵐有情人终成眷属 | 1-30     |
| 羅憶詩     | 姚 岚 (Sam)      | 普外科主治医生 有美国及无国界行医经历 廖丁瑩之下屬 戴楚明之前女友 不知不觉爱上方子程 喜欢方子程，後為其妻子 張天浩之继女，被姚岚痛恨 独特的个人风格，拥有同情心，独立，有幽默感，表面对感情态度开放，实则因少年時被性骚扰及包养的经历，自我保护意识強；但对信赖的人和事有奉獻精神；工作精益求精 对感情缺乏自信，抗拒成熟男性，但內心向往可靠感情。 於第6集为了不让杨嘉明需要插吼维持生命在不符合医疗程序下给她急救导致自己被院方停职后来被复职 於第15集為了方子程把半邊腎捐給楊嘉明 於第23集為了刺激楊嘉明完全恢復記憶，把不會游泳的她推下游泳池，不但得不到方子程的谅解还被他大骂 於第25集懷疑患了膽囊炎 於第28集證實患有膽囊癌 於第30集病發而陷入昏迷,手術後康復,最後與方子程有情人終成眷屬並懷有他的孩子 | 1-30     |
| 林宇中     | 张国恒 (Brandon) | 心脏外科主治医师 庄晓媚之男朋友 為了報仇莫正宏而接近尤慧敏 於第29集被尤慧敏懷疑殺死莫正宏，後遭警方拘捕 | 1-30     |
| 張惠虹     | 符晶薇           | 急诊驻院医生 趙永哲之姊 劉日安之女友，後分手 汪宝颂之歡喜冤家，後為女友 於第4集得知弟弟尚在人间 於第26集與趙永哲相認 | 1-30     |
| 黃宣寧     | 庄晓媚 (Hannah)  | 律师 张国恒之女友 於第24集被赵勇哲枪伤，性命垂危 於第25集送院后重伤不治 | 2-       |
| 陳俐杏     | 尤慧敏 (Yumi)    | 医药代表 莫正宏之女 曾做過2年医生，因觉辛苦而转行 聪明活泼，心思細密，积极进取，善交际，事业上相当有野心 於第29集懷疑張國恆殺死莫正宏，後主動報警讓張國恆遭警方拘捕 | 2-       |
| 林志祥 Zac | 汪宝颂           | 記者 符晶薇之歡喜冤家，後為男友 | 4-       |
| 巫恩仪     | 杨嘉明 (Carmen)  | 急诊驻院医生 方子程之未婚妻，後分手 因切除脑瘤手术失败而成为植物人 於第15集因藥物影響導致腎功能衰竭,後來接受了姚嵐的半邊腎 於第16集甦醒，但失去了記憶 于第23集被姚岚推下游泳池后昏迷送院 於第24集醒來後恢复记忆 於30集因为自私不把病发的姚嵐送去医院和告诉方子程 於第30集放棄方子程，並到國外當義工 | 1-       |
| 張水發     | 莫正宏           | 心脏外科主治医师兼主任 尤慧敏之父 於第20集心臟病發而入院 於第28集再次心臟病發，性命垂危 於第29集在手術中病逝 | 1-       |
| 蕭文亨     | 劉日安 (Lucas)   | 急诊驻院医生 符晶薇之男友，後分手 | 1-       |
| 陳詩瑩     | 王美芬           | 婦產科主治医生 | 1-       |
| 張起政     | 徐辰凯           | 脑外科医生 方子程之下屬 | 1-       |
| 黎艷瓊     | 鄧紀云           | 護士長 高滿平之前妻，後復合 高惠詩之母 因高滿平隱瞞家族裡有遺傳性白血病而與他離婚，後再次復合 於第20集其女兒患上了急性白血病，骨髓配對成功後把骨髓捐給其女兒 |          |
| 鍾莉芬     | 廖丁瑩           | 普外科主治医生 姚岚之上司 | 1-       |

### 其他角色
| 演員   | 角色             | 關係 | 登场集数 |
| 李承運 | 戴楚明 (Stanley) | 美國医学專家 姚岚之前男友 於第29集的知姚岚患病后,从美国赶回来照顾她                                                                                         |          |
| 蔡文榮 | 趙永哲           | 職業殺手 符晶薇之弟 於第24集枪杀庄晓媚 於第26集與符晶薇相認後自殺身亡                                                                                       |          |
| 李秀蓉 | 尤鳳琴           | 麻醉師 莫正宏之無名份第二任老婆 尤慧敏之母 於第8集因腦腫瘤而影響視覺神經，手術後康復 於第30集到警局自首並承認自己當年因注射過量麻醉藥而導致張國恆的父親死亡 |          |
| 曾宏輝 | 高滿平           | 鄧紀云之前夫，後復合 高惠詩之父 因隱瞞家族裡有遺傳性白血病而导致鄧紀云与他離婚，後再次復合                                                                  |          |
| 米雅琪 | 高惠詩           | 學生 高滿平与鄧紀云之女 於第20集證實患上急性白血病，與其母骨髓配對成功後，在手術後康復                                                                      | 19-      |

## 电视剧原声带
| 歌曲名称 | 作词                   | 作曲   | 演唱   | 备注         |
| 《脉动》 | 羅憶詩、吳以健、廖芷荺 | 羅憶詩 | 羅憶詩 | 主题曲、插曲 |

## 獎項
| 年份   | 獲得对象        | 獎項                                           | 结果 | 备注                   |
| ------ | --------------- | ---------------------------------------------- | ---- | ---------------------- |
| 2017年 | 《脉动人心》    | 第4届马来西亚金视奖公开提名 - 最佳电视剧       |      | 票数最高前5名          |
| 2017年 | 庄惟翔          | 第4届马来西亚金视奖公开提名 - 最佳男主角       |      | 票数最高前5名          |
| 2017年 | 羅憶詩          | 第4届马来西亚金视奖公开提名 - 最佳女主角       |      | 票数最高前5名          |
| 2017年 | 陳俐杏          | 第4届马来西亚金视奖公开提名 - 最佳女配角       |      | 票数最高前5名          |
| 2017年 | 《脉动》        | 第4届马来西亚金视奖公开提名 - 最佳电视剧主题曲 |      | 票数最高前5名          |
| 2017年 | 《脉动人心》    | 第4届马来西亚金视奖 - 最佳电视剧               | 提名 | 入围10强               |
| 2017年 | 郭贽豪、林秉泗  | 第4届马来西亚金视奖 - 最佳导演                 | 待定 | 入围5强                |
| 2017年 | 林俊相          | 第4届马来西亚金视奖 - 最佳剧本                 | 提名 | 入围10强               |
| 2017年 | 黎尉铃、 许文华 | 第4届马来西亚金视奖 - 最佳剪接                 | 待定 | 入围5强                |
| 2017年 | 羅憶詩          | 第4届马来西亚金视奖 - 最佳电视剧主题曲         | 提名 | 入围10强               |
| 2017年 | 《脉动人心》    | 第4届马来西亚金视奖 - 最受欢迎电视剧           | 待定 | 现为五大最受欢迎电视剧 |

## 外部連結
- Yise罗忆诗《脉动》脉动人心主题曲（官方完整版） （页面存档备份，存于）

## 電視節目的變遷
| 马来西亚 ntv7 7势如虹时段 星期一至四 21:30 - 22:30 | 马来西亚 ntv7 7势如虹时段 星期一至四 21:30 - 22:30 | 马来西亚 ntv7 7势如虹时段 星期一至四 21:30 - 22:30 |
| -------------------------------------------------- | -------------------------------------------------- | -------------------------------------------------- |
|                                                    | 脈動人心 (2016.02.15 - 2016.04.05)                 |                                                    |
| 记忆中的菜单 (2016.01.26 - 2016.02.11)             | 我的欧巴们 (2016.04.06 -2016.05.10)                |                                                    |

| 新加坡 新传媒8频道 （重播） 星期一至五 14:30 - 15:30 | 新加坡 新传媒8频道 （重播） 星期一至五 14:30 - 15:30 | 新加坡 新传媒8频道 （重播） 星期一至五 14:30 - 15:30 |
| ---------------------------------------------------- | ---------------------------------------------------- | ---------------------------------------------------- |
|                                                      | 脈動人心 (2019.03.08 - 2019.04.18) PG                |                                                      |
| 法内情 (2019.01.22 – 2019.03.07)                     | 我的星光大道 (2019.04.19 -2019.05.30)                |                                                      |